# Wilhelminalaan 26
Wilhelminalaan 26 is een gemeentelijk monument in de gemeente Soest in de provincie Utrecht.
Het witgepleisterde huis werd ontworpen door bouwkundige Bourdrez uit Den Haag. Het pand is witgepleisterd en heeft een met riet gedekt mansardedak. De gevel is asymmetrisch met links een erker. Er is een aanbouw tegen de rechtergevel, waar ook de tweede toegangsdeur zich bevindt.